# Gentianella davidiana
Gentianella davidiana är en gentianaväxtart som beskrevs av T.C.G. Rich.. Gentianella davidiana ingår i släktet gentianellor, och familjen gentianaväxter. Inga underarter finns listade i Catalogue of Life.